# Сампесер
Сампесе́р (фр. Sempesserre) — коммуна во Франции, находится в регионе Юг — Пиренеи. Департамент — Жер. Входит в состав кантона Мираду. Округ коммуны — Кондом.
Код INSEE коммуны — 32429.

## География
Коммуна расположена приблизительно в 560 км к югу от Парижа, в 80 км северо-западнее Тулузы, в 45 км к северу от Оша.
На северо-западе коммуны протекает река Жер.

## Климат
Климат умеренно-океанический. Лето жаркое и немного дождливое, температура часто превышает 35 °С. Зимой часто бывает отрицательная температура и ночные заморозки. Годовое количество осадков — 700—900 мм.

## Население
Население коммуны на 2010 год составляло 305 человек.
| 1962 | 1968 | 1975 | 1982 | 1990 | 1999 | 2010 |
| ---- | ---- | ---- | ---- | ---- | ---- | ---- |
| 411  | 355  | 303  | 296  | 303  | 311  | 305  |

## Администрация
| Период | Период | Фамилия          | Партия | Примечания |
| ------ | ------ | ---------------- | ------ | ---------- |
| 2001   | 2008   | Жан Альяс        |        |            |
| 2008   | 2014   | Робер Бальдассар |        |            |
| 2014   | 2020   | Филипп Бланкар   |        |            |

## Экономика
В 2010 году среди 193 человек трудоспособного возраста (15-64 лет) 142 были экономически активными, 51 — неактивными (показатель активности — 73,6 %, в 1999 году было 74,3 %). Из 142 активных жителей работали 125 человек (69 мужчин и 56 женщин), безработных было 17 (3 мужчин и 14 женщин). Среди 51 неактивных 14 человек были учениками или студентами, 27 — пенсионерами, 10 были неактивными по другим причинам.

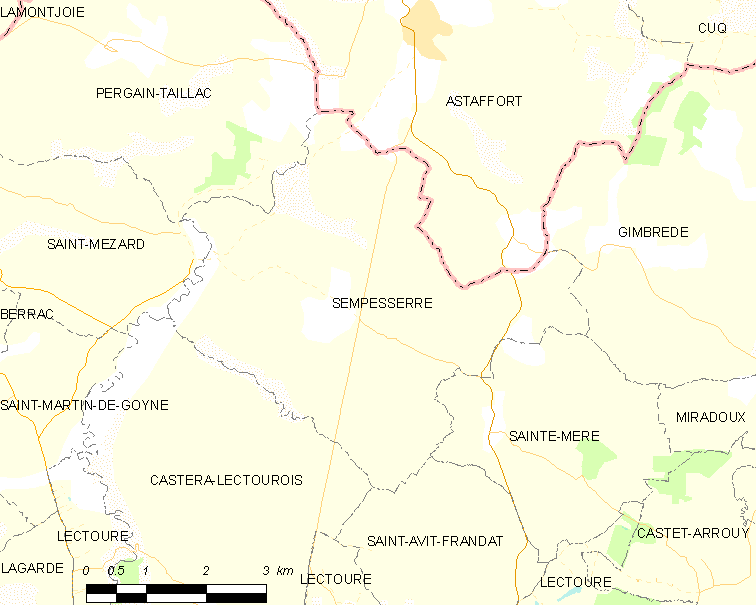
Карта коммуны